# Irvingia robur
Irvingia robur là một loài thực vật có hoa trong họ Irvingiaceae. Loài này được Mildbr. mô tả khoa học đầu tiên năm 1913.